# 卡努杜斯杜瓦莱
卡努杜斯杜瓦莱是巴西南大河州的一个市镇。总面积82.555平方公里，总人口1941人，人口密度23.5人/平方公里。